# Naver (værktøj)
 For alternative betydninger, se Naver. (Se også artikler, som begynder med Naver)
Naver, der også kaldes Nav, Navbor eller Naverbor
Oldnordisk nafarr; ordet sammensat af nav (i betydningen hjulnav, der er beslægtet med bl.a. navle); grundbetydning: bor til hjulnav.
Den "klassiske" – danske – naver består af en borestang med et håndtag, og et skeformet skær, der er formet som en hul halvcylinder, der i enden er krummet til et stykke af en kugleflade.
Naveren var førhen meget udbredt, hvilket også ses på dens mange alternative betegnelser, og et af de nemmeste at fremstille, da det er yderst sjældent den forefindes med trækskrue. Enhver landsbysmed har derfor været i stand til at fremstille en naver på ganske kort tid, og at der har været gods i dem viser det faktum at de også har kunnet bore i sten, stennaver.
Der er mange forskellige stavemåder, navr, naur, navre, naure, nager m.fl.
Efter funktion har boret fået navne som grovhuler, ryddenaver og hælenaver hos træskomand, svakkerbor eller opsvakningsbor, brugt af hjulmand, efter udseende: ske- og slev- eller sløvbor, endvidere stang- eller skølpbor; og så er sluttelig noteret kopbor og kopnav(er).

## Ekstern henvisning
- Salaman, R. A. (1989) Dictionary of woodworking Tools. ISBN 0-04-440256-2
- http://www.baskholm.dk/haandbog/haandbog.html Arkiveret 16. september 2008 hos  Wayback Machine